# Sara Lance
Sara Lance è un personaggio delle serie televisive Arrow e Legends of Tomorrow interpretata da Caity Lotz.

## Descrizione del personaggio
Sara è la sorella minore di Laurel Lance, la fidanzata del protagonista di Arrow, Oliver Queen, e figlia del detective Quentin Lance e di Dinah Lance.
Ragazza svogliata e con qualche piccolo reato commesso al liceo, sin da giovane ha una cotta per Oliver Queen, playboy miliardario fidanzato della sorella maggiore di Sara, Laurel. Un giorno Oliver propone a Sara di accompagnarlo in un viaggio sul Queen's Gambit, la barca della famiglia Queen, verso la Cina, così da stare insieme senza Laurel, e Sara coglie al volo l'occasione partendo con lui.
Tuttavia la nave era stata sabotata da Malcom Merlyn come tentativo di uccidere Robert Queen, padre di Oliver, anch'egli a bordo della nave. Il Gambit così affonda, e Oliver crede che Sara, trascinata via dall'acqua, sia annegata.
Invece Sara si salva ancorandosi al relitto, per poi venire ritrovata alla deriva il giorno dopo da un mercantile comandato dal dottor Anthony Ivo, il quale si trovava nel mar cinese alla ricerca di un siero miracoloso chiamato Mirakuru, ideato come arma dai giapponesi durante la Seconda Guerra Mondiale. Ivo salva Sara.
Un anno dopo Sara rincontra Oliver, che la salvò da Ivo più di una volta, anche sacrificando la vita della sua amata Shado, cosa che è causa dell'eterno odio di Slade Wilson verso il giustiziere. Nella lotta finale tra Slade e Oliver a bordo del mercantile, ancora una volta Oliver vede Sara essere trascinata via dall'acqua,  ritenendola per ciò nuovamente deceduta.
Invece Sara verrà trovata dalla Lega degli Assassini, in particolare da Nyssa, figlia di Ra's Al Ghul, divenendone un membro, costretta a subire il loro duro addestramento e diventare un'assassina al comando di Ra's.
In seguito al terremoto a Star City provocato da Malcom Merlyn, Sara decide di abbandonare di nascosto la Lega per tornare in città e controllare segretamente che la sua famiglia stia bene, e continuando a vegliare su Laurel e suo padre Quentin.
Poco tempo dopo però Oliver scopre che è ancora viva e che è perseguitata dai membri della Lega che danno la caccia a lei e alla sua famiglia (visto che Sara non vuole tornare da Ra's al Ghul). Pertanto Sara abbandona nuovamente la città per non mettere in pericolo i suoi cari, salvo farvi nuovamente ritorno per aiutare Laurel che sta passando una crisi dopo essere stata licenziata. Sara riesce inoltre a convincere la Lega degli Assassini a congedarla e lasciarla in pace, e può così felicemente iniziare una relazione amorosa con Oliver Queen e aiutarlo a difendere la città da Slade Wilson, tornato in cerca di vendetta su entrambi i suoi vecchi compagni sull'isola, ed è anche grazie al suo contributo (ella chiama infatti la Lega a darle manforte) che Oliver riesce a sconfiggere e catturare Deathstroke.

## La morte
Sara, tornata temporaneamente tra i ranghi della Lega, viene uccisa da una persona mascherata durante la prima puntata della terza stagione di Arrow. Scoprire chi è stato il suo omicida sarà gran parte della trama della prima parte della terza stagione di Arrow; Oliver, scoperto che Malcom Merlyn è ancora vivo, sospetta che sia stato lui ad uccidere Sara, ma egli si professa innocente e Oliver alla fine gli crede. Oliver scoprirà invece che ad aver ucciso Sara è stata Thea Queen sotto l'effetto di una droga datole da Malcom che la costringeva a fare ciò che lui comandava.
La morte di Sara sarà l'origine della lunga guerra tra Oliver e la Lega degli Assassini.

## La resurrezione e la nuova missione
Nella quarta stagione di Arrow viene resuscitata dal "Pozzo di Lazzaro" grazie all'intervento della sorella Laurel; però la ragazza, dopo il bagno nel pozzo, non è più la stessa. Infatti non ha più l'anima, che però le viene restituita grazie all'aiuto dell'investigatore del paranormale John Constantine, protagonista della serie TV Constantine.
Tornata ad essere la Sara di un tempo, ma ancora con una sete di sangue come effetto collaterale del Pozzo di Lazzaro, partirà poi per unirsi al team della nuova serie TV Legends of Tomorrow, viaggiando attraverso il tempo per salvare il mondo dalla futura distruzione nel 2166, entrando a far parte di una squadra che vede membri come Ray Palmer (Atom), Firestorm (una fusione tra il prof. Martin Stein e Jax Jackson), Heat Wave (Mick Rory), Capitan Cold (Leonard Snart), Hawkman (Carter Hall), Hawkgirl (Kendra Saunders) e Rip Hunter. Dalla seconda stagione diventa la leader delle Leggende.

## Abilità
Grazie agli insegnamenti di Ivo, Sara è divenuta un'abile medico e biologa.
Dopo il tempo passato nella Lega degli Assassini, inoltre, ha sviluppato ottime capacità nel combattimento corpo a corpo e nell'uso delle armi bianche, come spade, coltelli, bo, karambit etc. Nel corso del tempo ha affinato le sue abilità, al punto da riuscire a sconfiggere Malcolm Merlyn, il terzo membro più forte della Lega dopo Ra's Al Ghul e Oliver Queen. In combattimento fa uso di un dispositivo sonar ad onde acustiche per stordire l'avversario. Nel corpo a corpo utilizza perlopiù un mix di Escrima, Hek Ki Boen Wing Chun, Jeet Kune Do, Ninjutsu, Muay Thai, Taekwondo, Karate, Boxe, Sambo e Krav Maga.